# Textes fondateurs de l’islam

Les Textes fondateurs de l’islam est le titre d'un ouvrage universitaire collectif traitant de l'influence des philosophes sur l'islam. Le livre est paru en 2006  (ISBN 2-84734-269-9).